# Ernst August Lauter
Ernst August Lauter (* 1. Dezember 1920 in Rostock; † 21. Oktober 1984 in Berlin) war ein deutscher Physiker mit den Forschungsschwerpunkten solar-terrestrische Physik und Geophysik.

## Leben
Ernst August Lauter besuchte das Realgymnasium in Güstrow, wo er 1939 das Abitur ablegte. Danach begann er ein Meteorologiestudium in Berlin, das er von 1941 bis 1945 wegen der Einberufung zum Reichswetterdienst und anschließender Internierung in Norwegen bis 1946 unterbrechen musste. Sein 1947 an der Universität Rostock wieder aufgenommenes Studium schloss er 1949 als Diplom-Meteorologe ab. Mit Ende des Studiums nahm er eine Tätigkeit an der Wetterstation Husum auf. Im Jahr 1950 folgte die Promotion. Dann war er seit 1951 Direktor des Observatorium für Ionosphärenforschung Kühlungsborn des Meteorologischen Dienstes und wurde 1957 Professor für Physik der Atmosphäre an der Universität Rostock. Von 1966 bis 1969 und 1972 bis 1976 war er Direktor des Zentralinstituts für solarterrestrische Physik der Deutschen Akademie der Wissenschaften.
Wilfried Schröder veröffentlichte auszugsweise den Briefwechsel von Hans Ertel und Ernst-August Lauter in „Beiträge zur Geschichte der Geophysik und Kosmischen Physik“, erschienen 2008. Lauter hatte in seiner Eigenschaft als Generalsekretär engen Kontakt zu Ertel, der sein Lehrer war, gesucht und den Aufbau des Forschungsbereiches Kosmische Physik an der Akademie mit diesem konzipiert. Ertel war ein entscheidender Mitdiskutant von Lauter, dessen Hilfe Lauter immer wieder suchte. Überdies war Lauter im Herausgeberteam von „Gerlands Beiträge zur Geophysik“ von Ertel berufen worden. Beide zusammen gaben die „Zeitschrift für Meteorologie“ heraus.
Seit 1964 war er Mitglied und von 1968 bis 1972 Generalsekretär der Deutschen Akademie der Wissenschaften.
Ihm wurde 1968 der Nationalpreis der DDR II. Klasse verliehen. Er war Träger des Vaterländischen Verdienstordens in Silber. 1970 erhielt er die Leibniz-Medaille der Akademie der Wissenschaften der DDR.
Seine Asche wurde in Rostock, Neuer Friedhof, beigesetzt.

## Publikationen (Auswahl)
- Ausbreitungsbeobachtungen von Rundfunkwellen auf λ = 1250 m während des Auftretens von Mögel-Dellinger-Effekten, Z. Meteorol., 3(7), 204ff.
- Raumwellen-Beobachtungen λ = 1250 m bei Nordlichtern im Jahr 1947, gemeinsam mit Klaus Sprenger, Z. Meteorol., 3(7), 193-198
- Die Tagesionisationsschicht der mittleren Stratosphäre (D-Schicht), Dissertation, Universität Rostock, Rostock 1950
- Measurements on medium and low frequencies and of atmospheric noise during the solar eclipse of 30 June 1954, Pergamon Pres. London 1956
- Sonnenfinsterniseffekte in der unteren Ionosphäre nach Beobachtungen im Mittel- und Langwellenbereich. Gemeinsam mit Klaus Sprenger und Karl-Heinz Schmelovsky, Akademie der Wissenschaften Berlin 1962.
- Untersuchungen über die äußere Ionosphäre und deren regelmäßige Variationen, gemeinsam mit Klaus Sprenger und Karl-Heinz Schmelovsky, Akademieverlag Berlin, 1962
- Final report on IQSY activities in the German Democratic Republic : 1964 - 1965, Nationalkomitee für Geodäsie und Geophysik, Berlin 1966
- Vorträge der Sommerschule Untere Ionosphäre : Kühlungsborn/Heiligendamm, 28.9. - 9.10.1964; Band 1 - 3, Nationalkomitee für Geodäsie und Geophysik, 1966
- Untere Ionesphäre, 1966
- Final report on IQSY activities in the German Democratic Republic : 1964 - 1965, gemeinsam mit Gert Cumme, Nationalkomitee für Geodäsie und Geophysik, 1966
- Die bewußt gestaltete Einheit der Wissenschaften, 1970
- Wissenschaftsorganisation an der Akademie, 1970
- Rechenschaftsbericht. (Leibniz-Tag 1970) : Auszug, 1970
- UNISIST, 1972
- Kontrastvergleich Erde - Sonne, 1975
- Ionospheric absorption measurements (method A three) at low and medium frequencies, Akademie der Wissenschaften Berlin 1975
- Entwicklungstendenzen der solar-terrestrischen Physik, 1975
- Middle atmosphere processes and lower ionosphere in winter, 1976
- The post-storm ionisation enhancements in the mid-latitude D-region and related electron precipitation from the magnetosphere, 1977
- Reguläre und exzessive Variationen des ionosphärischen Plasmas in der Mesosphäre und unteren Thermosphäre hoher Breiten. Wissenschaftliche Auswertung des ionosphärischen Meßprogramms des Zentralinstituts für solar-terrestrische Physik während der 21. - 23. Sowjetischen Antarktisexpedition 1975-1978. Berlin 1984.
- Säkulare Änderungen in der atmosphärischen Umwelt des Menschen. Gemeinsam mit Karl-Heinz Bernhardt und Peter Hupfer, Qakademie-Verlag Berlin 1986.
- Wilfried Schröder, Briefwechsel von Hans Ertel und Ernst-August Lauter in „Beiträge zur Geschichte der Geophysik und Kosmischen Physik“, 2008